# Скомрах
Скомрах је путујући глумац у средњовековној Русији. Скромаси су наступали самостално или као део трупе. Слично другим европским путујућим глумцима, своје наступе засновали на шаљивим и често скаредним песмама које су извођене уз музику.